# 西蒙·古斯塔夫森
西蒙·古斯塔夫森（瑞典語：Simon Gustafson；1995年1月11日—）是一位瑞典足球運動員。在場上的位置是中場。他現在效力於瑞典足球超级联赛球隊赫根足球会。他也代表瑞典國家足球隊參賽。他的雙胞胎兄弟薩繆爾·古斯塔夫森也是一位足球運動員。